# アリヤマン
アリヤマン（サンスクリット: अर्यमन्, Aryaman）は、古代インド神話の神である。アーディティヤ神群の1つで、款待を司り、アーリア人の社会、共同体の維持に努め、守護霊的な役割を担う。そのため『アタルヴァ・ヴェーダ』ではよい結婚相手の与え手として祈願されるという側面も持つ。
アリヤマンの起源はインド・イラン共同時代にさかのぼる古い神格で、ゾロアスター教の聖典『アヴェスター』における中級神霊ヤザタの1つであるアリヤマンと同一の起源を有する。
アリヤマンはバガ（分配）とともに主権神ミトラに従い、これを補佐する。宗教学者ジョルジュ・デュメジルによればミトラはヴァルナとともに宇宙の主権を二分しているが、共同体の守護神アリヤマンと分配の神バガが宇宙的なヴァルナではなくより人間に近いミトラに従うという構造は印欧語族に共通のものである。ゾロアスターの宗教改革ではアリヤマンとバガはミトラを刷新した神霊ウォフ・マナフに従うスラオシャおよびアシとして昇華されている。ローマ神話においてはカピトーリウム丘にてユーピテルに従う女神ユウェンタースに相当する。